# God Save the Queen (canción de Motörhead)
«God Save the Queen» es una versión de la canción homónima de la banda de punk rock Sex Pistols, tocada por el grupo de heavy metal "Motörhead" de su álbum We Are Motörhead. La canción es similar a la versión original en la voz, excepto por risas de Lemmy en el principio y fin del tema. 
También aparece en el álbum en vivo 25 & alive.

## Vídeo
El vídeo muestra al grupo tocando en un bus que da vueltas por Inglaterra y además es conducido por la Reina de Inglaterra. Cuando pasan a ver la fila de los asistentes a un concierto de Motörhead se ve claramente a varios punks en la fila. Cuando están en un concierto tocando se ve a la reina bailar e interactuar con los asistentes al concierto.
- Datos: Q10749435